# フランケンシュタインの復活

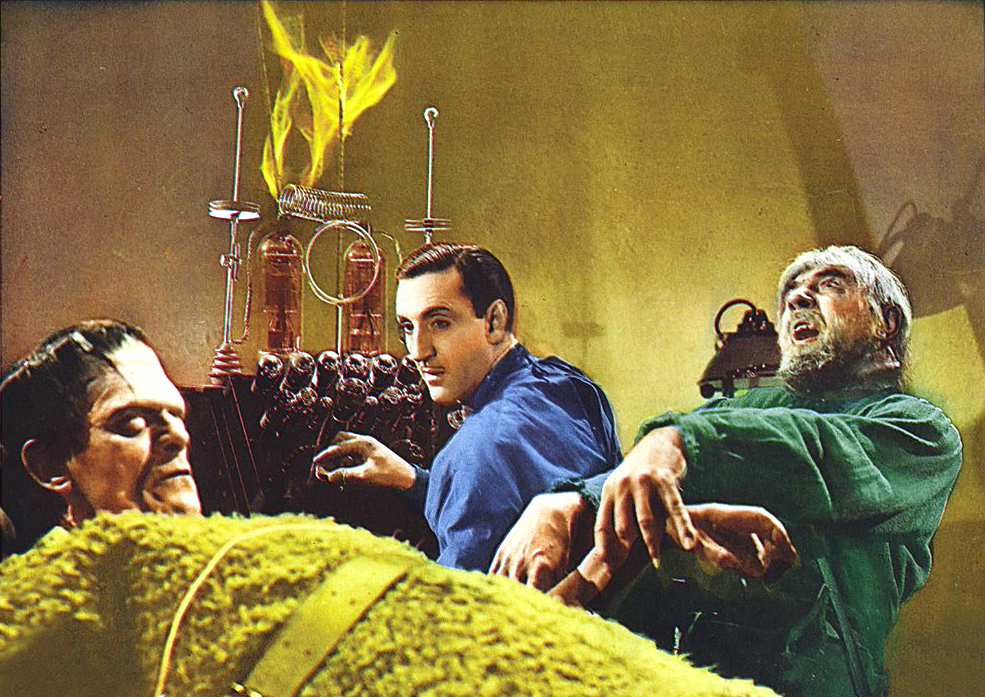

『フランケンシュタインの復活』（フランケンシュタインのふっかつ、原題：Son of Frankenstein）は、1939年にアメリカのユニバーサル・スタジオが製作したホラー映画である。
公開当時の題名は『フランケンシュタイン復活』。

## キャスト
- ウォルフ・フォン・フランケンシュタイン（英語版） - ベイジル・ラスボーン(吹替:小島敏彦)
- フランケンシュタインの怪物 - ボリス・カーロフ
- イゴール（英語版） - ベラ・ルゴシ(吹替:辻親八)
- クローグ警視 - ライオネル・アトウィル(吹替:青森伸)
- エルザ・フォン・フランケンシュタイン - ジョセフィン・ハッチソン
- ピーター・フォン・フランケンシュタイン - ドニー・ダナガン
- アメリア - エマ・ダン
- トーマス・ベンソン - エドガー・ノートン
- 村長(吹替:藤本譲)

※吹き替えはDVD版